# Lodewijk Pincoffs
Lodewijk Pincoffs (Rotterdam, 7 juni 1827 – New York, 28 september 1911) was een Rotterdams zakenman die een belangrijke rol speelde in de totstandkoming van de Rotterdamse havens op het toenmalige eiland Feijenoord.
Pincoffs speelde een belangrijke rol met de door hem opgerichte Rotterdamsche Handelsvereeniging (RHV) en de Afrikaansche Handelsvereeniging. Hij zat in de gemeenteraad, in de Provinciale Staten en in de Eerste Kamer en kreeg enkele hoge onderscheidingen, maar viel van zijn voetstuk door frauduleus handelen. Hij vluchtte naar Amerika en werd in Nederland bij verstek veroordeeld.
In de jaren negentig van de twintigste eeuw werd Pincoffs min of meer weer in genade aangenomen met enkele vernoemingen en een standbeeld.

## Levensloop

### Jeugd en familie
Hij was de zoon van Abraham Levie Pincoffs, handelaar in textiel en lotenverkoper en Roosje Polak. In zijn jeugd zat Pincoffs op Rotterdamse privéscholen en ging hij naar een handelsschool in Duitsland. Hij werd vanaf 1849 als koopman actief. Samen met zijn zwager Henri Polak Kerdijk richtte hij zich op handel in verfstoffen. Op 12 augustus 1851 trouwde hij in Amsterdam met Esther Raphaël; ze kregen drie zonen.

### Politicus
Op 28-jarige leeftijd kwam Pincoffs in 1856 in de gemeenteraad van Rotterdam. Daar ontwikkelde hij zich tot een gezaghebbend raadslid naar wie steeds goed geluisterd werd. In 1858 werd hij lid van de Provinciale Staten van Zuid-Holland en in 1872 (als eerste joodse Nederlander) lid van de Eerste Kamer. Een aanbod in 1877 om minister van Financiën te worden, wees hij af.

### Zakenman
Na acht jaar handel in verfstoffen schakelden Pincoffs en Kerdijk in 1857 over op import/export met Afrika. Ze namen daarvoor een firma van Leopold Samson over en stuurden Henry Kerdijks broer Lodewijk Kerdijk uit als hun vertegenwoordiger ter plaatse. De firma Kerdijk & Pincoffs bracht zaken als katoen, kookgerief, messen, geweren, kruit en sterke drank uit Nederland en ruilde het voor Afrikaanse ivoor, palmolie en rubber. Ze beheerden tientallen factorijen in West-Afrika en op de oevers van de Congo. Kerdijk & Pincoffs splitsten hun West-Afrikaanse posten af en brachten de Congolese factorijen onder in de Afrikaansche Handelsvereeniging (1868). Daar werkten naast vrije arbeiders ook enige honderden slaven (door de Portugezen "coromanos" en door de Nederlanders "Kroo-mannen" genoemd).
Pincoffs was daarnaast lid van de raden van commissarissen van onder meer de Holland-Amerika Lijn, de Rotterdamsche Bank, de Heineken-brouwerij te Rotterdam en de Nederlandsch-Indische Gas Maatschappij. Soms, maar niet altijd, was dat een gevolg van financiële deelneming door de in 1872 door Pincoffs opgerichte Rotterdamsche Handelsvereeniging (RHV) in die bedrijven. In het geval van de Rotterdamsche Bank werd hij commissaris op verzoek en met steun van Marten Mees.

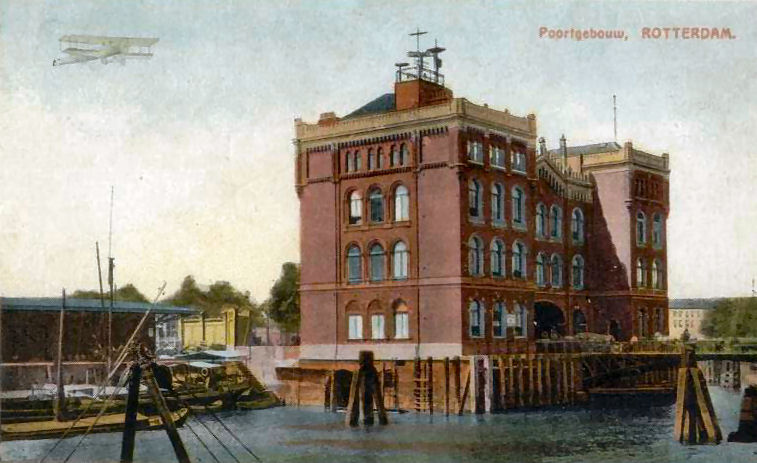
Poortgebouw, voormalig hoofdkantoor van de RHV

Het startkapitaal voor de Rotterdamsche Handelsvereeniging was vijftien miljoen gulden, voor die tijd een enorm bedrag. Het grootste deel ervan kwam uit het buitenland (38% Duits, 19% Belgisch). In de RHV participeerden velen uit de top van de Rotterdamse financiële wereld. De oprichting van de RHV kan gezien worden als startschot voor de havenontwikkeling op de linker Maasoever. Voor rekening van de gemeente en het Rijk kwamen respectievelijk de Noorderhaven (de tegenwoordige Koningshaven) en de Spoorweghaven; de RHV nam de Binnenhaven en de Entrepothaven voor haar rekening. Deze laatste twee havens vormden met de tussenliggende terreinen en de terreinen langs de Koningshaven en de noordoostzijde van Spoorweghaven, samen de Handelsinrichtingen. De gemeente Rotterdam verplichtte zich om een oeververbinding aan te leggen. De Willemsbrug over de Nieuwe Maas en de Koninginnebrug over de Koningshaven werden in 1878 geopend.

### Veroordeling bij verstek
Pincoffs had jarenlang de cijfers van zijn eigen zieltogende Afrikaansche Handelsvereeniging zodanig rooskleurig voorgesteld, dat hij het gedaan kreeg dat de Rotterdamsche Handelsvereeniging grote sommen geld stak in de Afrikaansche. Toen deze onderneming in 1879 niettemin het faillissement naderde, kon Pincoffs de vervalsingen in de boekhouding niet langer verborgen houden en kwam alles aan het licht. Hij nam de benen, via Frankrijk en Engeland, naar de Verenigde Staten, een - zeker voor die tijd - gigantische miljoenenschuld achterlatend. In 1879 werd zijn Eerste Kamerlidmaatschap vervallen verklaard wegens faillissement.

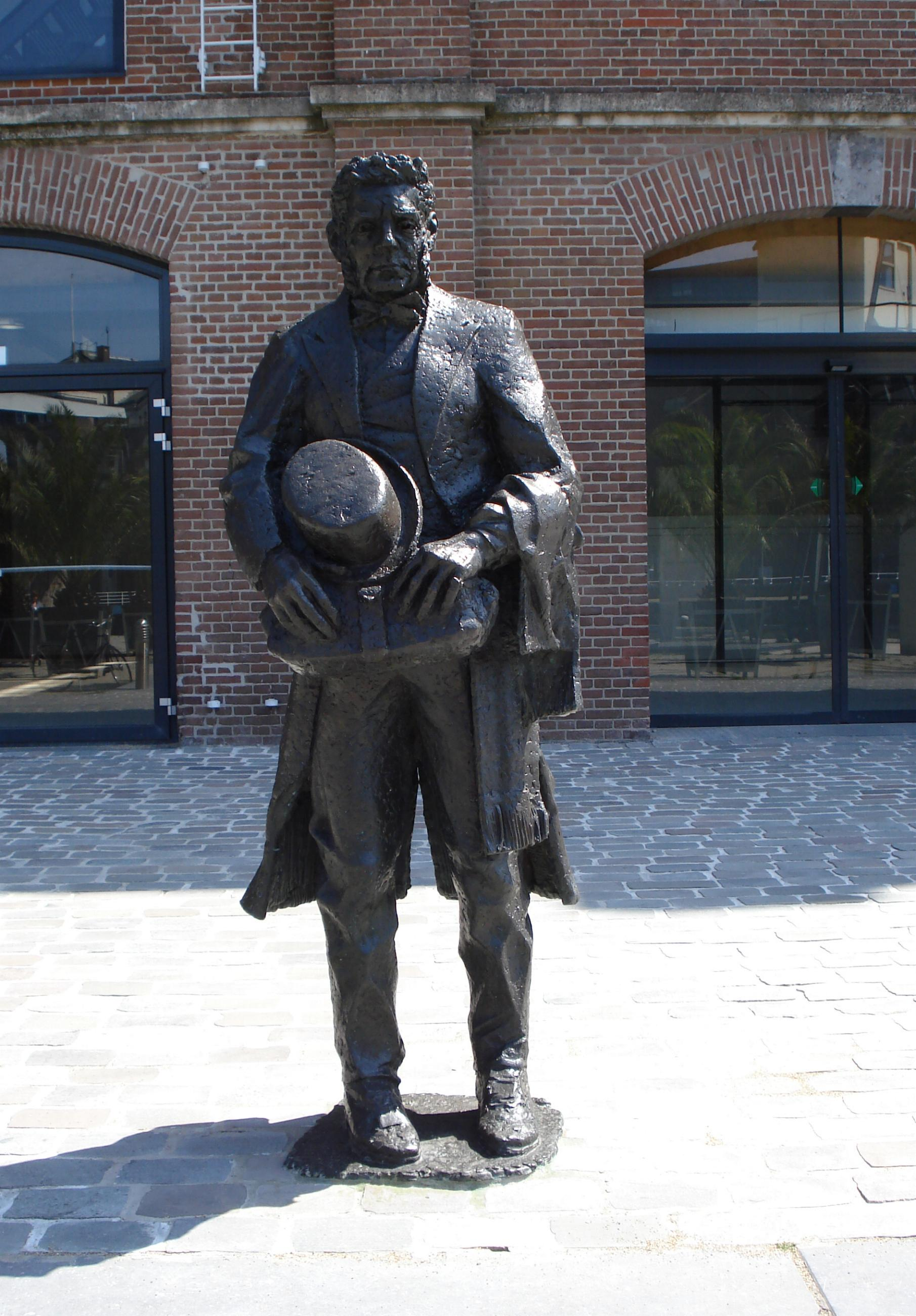
Standbeeld door Willem Verbon (Handelsplein, Rotterdam)

 Op 6 maart 1880 veroordeelde de Hoge Raad Pincoffs bij verstek wegens valsheid in geschrifte en bedrieglijke bankbreuk tot 8 jaar gevangenisstraf.

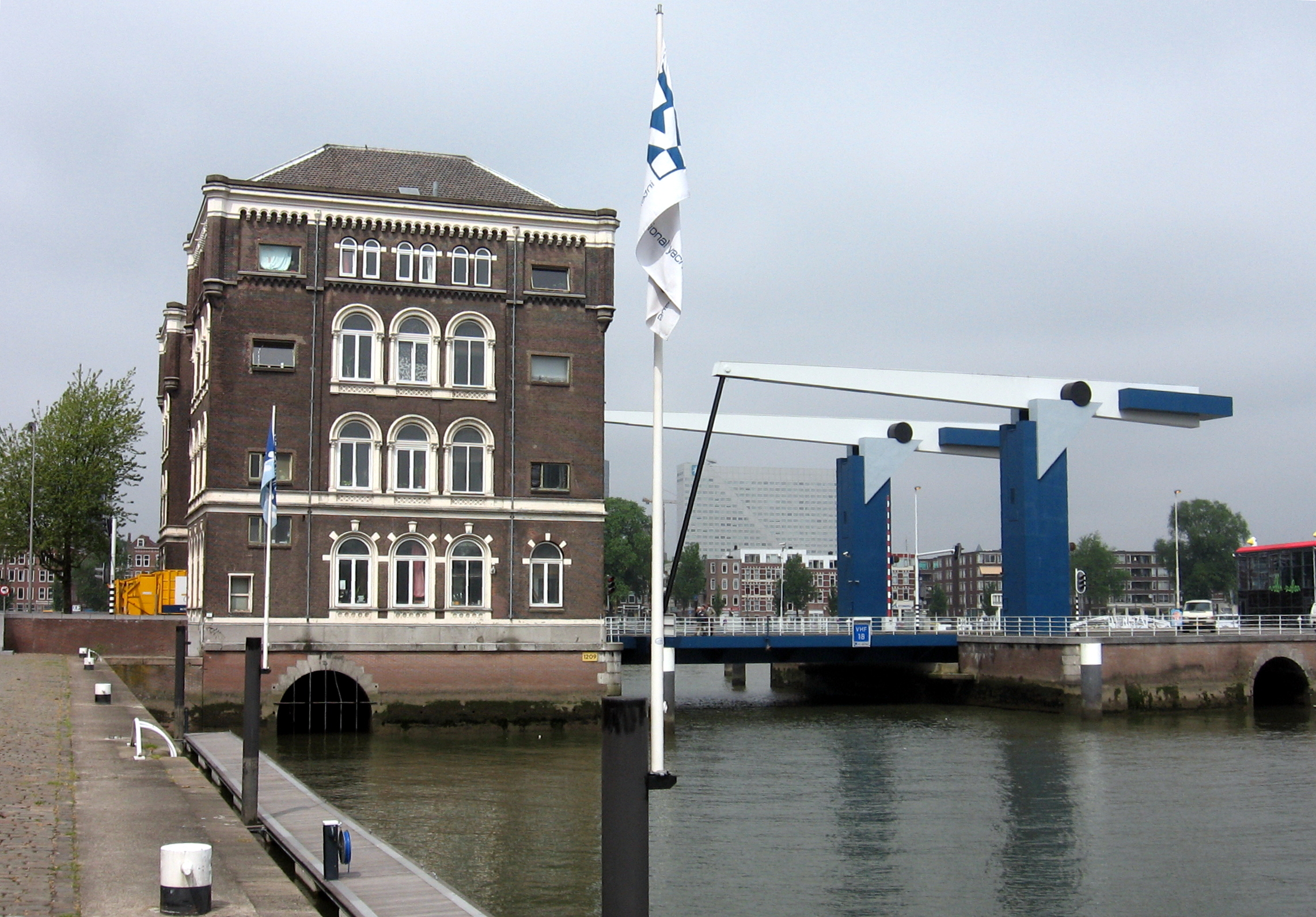
Het Poortgebouw met de Lodewijk Pincoffsbrug

Pincoffs werd eigenaar van een sigarenwinkel in New York en later van een sigarenfabriek in Chicago.
Hoewel de Afrikaansche Handelsvereeniging failliet was gegaan, gold dat niet voor de Rotterdamsche Handelsvereeniging. Wel was de financiële positie van de RHV na het debacle abominabel slecht. Mede omdat ze geen fiducie hadden in een rendabele exploitatie van de Handelsinrichtingen in de toekomst, besloten de aandeelhouders in 1882 de Handelsinrichtingen voor 4 miljoen gulden aan de gemeente te verkopen en de naamloze vennootschap Rotterdamsche Handelsvereeniging N.V. te liquideren. De Afrikaansche Handelsvereeniging werd al in 1880 opgevolgd door de Nieuwe Afrikaansche Handels-Vennootschap.

### Onderscheidingen
Pincoffs is ridder in de Orde van de Nederlandse Leeuw en commandeur in de Orde van de Eikenkroon geweest.
Op 23 oktober 1992 werd besloten de Lodewijk Pincoffsweg, het Lodewijk Pincoffsplein en de Lodewijk Pincoffsbrug, alle op de Kop van Zuid in Rotterdam-Feijenoord, naar hem te noemen. Verder staat voor het entrepotgebouw een standbeeld van Pincoffs. In 2008 is aan de Stieltjesstraat een hotel geopend dat Pincoffs' naam draagt. Dit alles vanwege de zeer grote betekenis die hij, ondanks zijn malversaties en slavernijverleden, voor Rotterdam gehad heeft.

## Trivia
- Pincoffs was lid van de loge Frédéric Royal, de oudste vrijmetselaarsloge in Rotterdam.[6]
- Pincoffs' kluis in het voormalige Douanekantoor bij het Poortgebouw op de Kop van Zuid in Rotterdam werd op 28 februari 2006 gekraakt door meesterkraker Wim van den Hoogen. De inhoud viel echter tegen: een Franse pijp en een thermometer uit 1873.
- Het eiland Feijenoord was in de tijd van Pincoffs, maar vóór de aanleg van de Spoorweghaven, afgescheiden van het eiland IJsselmonde door het Zwanengat, dat ongeveer van de zuidpunt van het huidige Noordereiland naar het Mallegat liep.